# Cmentarz żydowski w Ciechocinku
Cmentarz żydowski w Ciechocinku – kirkut został założony w 1916. Ma powierzchnię 0,1 ha. Jest położony przy ulicy Wołuszewskiej. W wyniku dewastacji dokonanej przez hitlerowców do dziś nie zachowały się żadne macewy. Ocalał dom przedpogrzebowy, będący obecnie domem mieszkalnym.